# Segundo processo de vacância presidencial contra Pedro Castillo
O segundo processo de vacância presidencial contra Pedro Castillo foi uma ação iniciada pelo Congresso da República do Peru com a finalidade de declarar a "incapacidade moral permanente" do Presidente da República, Pedro Castillo Terrones. Em 8 de março de 2022, as bancadas dos partidos Fuerza Popular, Renovación Popular e Avanza País conseguiram atingir o número mínimo necessário de 26 assinaturas, para conseguir apresentar a moção de vacância presidencial.
O debate para a admissão da moção de vacância aconteceria no dia 11 de março, mas a presidenta do Congresso decidiu postergá-lo. Por fim, decidiu-se que em 14 de março sua admissão seria debatida. Chegada a data, a moção foi admitida para debate com 76 votos  favoráveis, 41 contrários e uma abstenção; com isso o presidente da República foi convocado ao Plenário para o dia 28 de março para exercer seu direito de defesa.
Para que a vacância fosse declarada, era necessária uma maioria qualificada correspondente a dois terços do total de 130 parlamentares (87 votos favoráveis), que deveria ser alcançada na votação realizada em 28 de março de 2022. No entanto, o processo de vacância não obteve votos suficientes.